# Ashley Benson (Volleyballspielerin)
Ashley Benson (* 20. Februar 1989 in Bloomington, Indiana) ist eine US-amerikanische Volleyballspielerin.
Ashley Benson begann ihre Volleyballkarriere an der Indiana University Bloomington. Im Januar 2012 wechselte die Mittelblockerin nach Puerto Rico zu Pinkin de Corozal. Von Sommer 2012 bis 2016 war sie in der deutschen Bundesliga für den USC Münster aktiv. Anschließend spielte sie für eine Saison beim peruanischen Club Regatas Lima, mit dem sie 2017 die nationale Meisterschaft in der höchsten Liga (Liga Nacional Superior de Voleibol) gewinnen konnte.

## Privates
Ashley Benson ist die Tochter des Basketballers Kent Benson und von Monica Sutton. Sie hat drei Schwestern.